# Grand Prix Cycliste la Marseillaise 2016
Il Grand Prix Cycliste la Marseillaise 2016, trentasettesima edizione della corsa, valida come evento di classe 1.1 dell'UCI Europe Tour 2016 e come prima prova della Coppa di Francia categoria 1.1, si svolse il 31 gennaio 2016 su un percorso di 152,2 km. La vittoria fu appannaggio del belga Dries Devenyns, che completò il percorso in 3h31'43", alla media di 43,133 km/h, precedendo il francese Thibaut Pinot e il connazionale Baptiste Planckaert. 
Sul traguardo di Marsiglia 120 ciclisti, su 141 partiti dalla medesima località, portarono a termine la competizione.

## Squadre e corridori partecipanti
| N.    | Cod. | Squadra                      |
| ----- | ---- | ---------------------------- |
| 1-8   | LTS  | Lotto-Soudal                 |
| 11-18 | ALM  | AG2R La Mondiale             |
| 21-28 | FDJ  | FDJ                          |
| 31-38 | IAM  | IAM Cycling                  |
| 41-49 | COF  | Cofidis, Solutions Crédits   |
| 51-58 | DMP  | Delko-Marseille Provence-KTM |
| 61-68 | DEN  | Direct Énergie               |
| 71-77 | FVC  | Fortuneo-Vital Concept       |
| 81-88 | TSV  | Topsport Vlaanderen-Baloise  |

| N.      | Cod. | Squadra                          |
| ------- | ---- | -------------------------------- |
| 91-98   | TSV  | Topsport Vlaanderen-Baloise      |
| 101-107 | CJR  | Caja Rural-Seguros RGA           |
| 111-118 | ADT  | Armée de Terre                   |
| 121-128 | AUB  | HP-BTP Auber 93                  |
| 131-138 | RLM  | Roubaix-Lille Métropole          |
| 141-148 | SKT  | An Post-ChainReaction            |
| 151-158 | VER  | Veranclassic-Ago                 |
| 161-168 | WIL  | Veranda's Willems Cycling Team   |
| 171-178 | WBC  | Wallonie Bruxelles-Group Protect |

## Ordine d'arrivo (Top 10)
| Pos. | Corridore           | Squadra    | Tempo    |
| ---- | ------------------- | ---------- | -------- |
| 1    | Dries Devenyns      | IAM        | 3h31'43" |
| 2    | Thibaut Pinot       | FDJ        | s.t.     |
| 3    | Baptiste Planckaert | Wallonie   | a 42"    |
| 4    | Dimitri Claeys      | Wanty      | s.t.     |
| 5    | Ryan Anderson       | Direct É.  | s.t.     |
| 6    | Carlos Barbero      | Caja Rural | s.t.     |
| 7    | Arthur Vichot       | FDJ        | s.t.     |
| 8    | Tony Gallopin       | Lotto      | s.t.     |
| 9    | Gaetan Bille        | Wanty      | s.t.     |
| 10   | Jérôme Baugnies     | Wanty      | s.t.     |